# Шмуц, Леонид Николаевич
Леони́д Никола́евич Шмуц (род. 8 октября 1948, Никополь, Днепропетровская область) — советский футболист, вратарь. Мастер спорта СССР (1967).
Известен случаем, когда в чемпионате СССР 1971 года в матче с «Араратом» забросил мяч в собственные ворота. Та история фактически поставила крест на его футбольной карьере.

## Карьера
Дебютировал в составе ЦСКА, который пригласил его из никопольского «Трубника», парой «сухих» игр в 1968 году. Спустя год стал сменщиком основного армейского вратаря Юрия Пшеничникова, сыграв 13 матчей и пропустив 9 голов. Способности Шмуца оценил тренер сборной СССР Гавриил Качалин и взял его на чемпионат мира 1970. Но там он не играл, все четыре матча провёл Анзор Кавазашвили. Удачно начался для Шмуца сезон 1971: в составе сборной он сыграл два товарищеских матча на ноль: с Мексикой 19 февраля (0:0) и Сальвадором 28 февраля (1:0). 17 апреля во время матча чемпионата между ЦСКА и «Араратом» произошёл следующий эпизод: вратарь начал замахиваться рукой с мячом, собираясь забросить его своему игроку, но увидев, что форвард противника угадал направление и рванулся туда, резко остановил замах, из-за чего мяч упал за спину, в ворота, а последовавший прыжок Шмуца за ним не спас ситуацию. Этот гол стал единственным в матче. После этого Шмуц психологически надломился и стал играть менее уверенно, в следующей встрече с «Нефтчи» он почти не выбрасывал мяч рукой и пропустил гол, который, как написал Аркадий Галинский в 1971 году, «вратарям чемпионов и сборной страны не прощают», а матч закончился со счётом 1:1. Тренеры стали меньше доверять Леониду, выпуская на поле всё реже. Он оставался в ЦСКА ещё несколько лет, а в 27 лет ушёл доигрывать в киевский СКА.

## Достижения
- Чемпион СССР: 1970